# Parchetul de pe lângă Înalta Curte de Casație și Justiție
Parchetul de pe lângă Înalta Curte de Casație și Justiție (PÎCCJ) din România este unitatea de parchet de cel mai înalt grad din România, aflată în vârful ierarhiei Ministerului Public, fiind condusă de procurorul general al Parchetului de pe lângă Înalta Curte de Casație și Justiție, ajutat de un prim-adjunct, un adjunct și trei consilieri.
Procurorul general al PÎCCJ este numit de președintele României, la propunerea ministrului Justiției, cu avizul Consiliului Superior al Magistraturii, dintre procurorii care au o vechime minimă de zece ani în funcția de judecător sau procuror, pe o perioadă de trei ani, cu posibilitatea reînvestirii o singură dată.
În cadrul Parchetului de pe lângă Înalta Curte de Casație și Justiție funcționează un colegiu de conducere, care hotărăște asupra problemelor generale ale Ministerului Public.
Structura organizatorică cuprinde direcții, secții, servicii, birouri. 

### 1.	DIRECȚIA DE INVESTIGARE A INFRACȚIUNILOR DE CRIMINALITATE ORGANIZATĂ ȘI TERORISM (DIICOT)
Este o structură specializată din cadrul PÎCCJ, cu personalitate juridică, specializată în investigarea infracțiunilor de criminalitate organizată și terorism, a cărei organizare și funcționare sunt reglementate prin Ordonanța nr. 78/2016. Potrivit acestui act normativ, DIICOT are 14 servicii teritoriale, în județele în care există curți de apel, precum și 26 de birouri teritoriale, în restul județelor. 

### 2.	DIRECȚIA NAȚIONALĂ ANTICORUPȚIE (DNA)
Este o structură specializată a PÎCCJ, cu personalitate juridică, specializată în combaterea corupției. DNA a fost înființată prin OUG 43/2002 privind Direcția Națională Anticorupție și are 14 servicii teritoriale, cu sediul în orașele în care se găsesc curțile de apel, cu excepția municipiului București.

### 3.	SECȚIA DE URMĂRIRE PENALĂ ȘI CRIMINALISTICĂ
Secția de urmărire penală și criminalistică exercită atribuțiile PÎCCJ în legătură cu activitatea de urmărire penală și coordonează activitatea de urmărire penală și activitatea de criminalistică desfășurate de celelalte parchete.
Secția de urmărire penală și criminalistică este condusă de un procuror șef secție, ajutat de un procuror șef secție adjunct.

### 4.	SECȚIA PARCHETELOR MILITARE
Este a doua secție operativă din cadrul PÎCCJ, condusă de un procuror militar șef secție, ajutat de un procuror militar șef secție adjunct. Principala atribuție este aceea de a efectua urmărirea penală în cauzele penale date prin lege în competența sa sau preluate de la parchetele militare ierarhic inferioare. De asemenea, Secția parchetelor militare participă la judecarea de către Înalta Curte de Casație și Justiție a cauzelor privind infracțiunile săvârșite de militari.

### 5.	SECȚIA JUDICIARĂ
Secția judiciară exercită atribuțiile Parchetului de pe lângă Înalta Curte de Casație și Justiție în legătură cu desfășurarea activității judiciare penale și civile și coordonează activitatea judiciară desfășurată de celelalte parchete.
Secția judiciară este condusă de un procuror șef secție, ajutat de un procuror șef secție adjunct.

### 6.	SECȚIA DE RESURSE UMANE ȘI DOCUMENTARE
Exercită atribuțiile PÎCCJ privind structura și organizarea parchetelor, evidența personalului Ministerului Public și administrarea carierei acestuia, precum și atribuțiile privind activitatea de analiză, studii și documentare juridică, de cunoaștere a cauzelor care generează și a condițiilor care favorizează criminalitatea, de centralizare și prelucrare a datelor statistice și pe cele privind protecția minorilor, de registratură și arhivă și coordonează aceste activități desfășurate de celelalte parchete.
Este condusă de un procuror șef secție, ajutat de un procuror șef secție adjunct

### 7.	SERVICIUL DE ÎNDRUMARE ȘI CONTROL
Serviciul de îndrumare și control este condus de un procuror șef serviciu și exercită atribuțiile în legătură cu controlul ierarhic și alte atribuții ale procurorului general al PÎCCJ prevăzute în Codul de procedură penală și legi speciale. 
Totodată, efectuează activități de coordonare și control la parchete și propun măsuri de înlăturare a deficiențelor constatate, inclusiv sesizarea Inspecției Judiciare.

### 8.	SERVICIUL TEHNIC
Este cea mai nouă structură din cadrul PÎCCJ, fiind înființată prin Ordonanța de urgență nr. 6/2016  privind unele măsuri pentru punerea în executare a mandatelor de supraveghere tehnică dispuse în procesul penal, după ce, prin Decizia nr. 51/2016, Curtea Constituțională a admis excepția de neconstituționalitate a prevederilor art. 142 alin. (1) din Codul de procedură penală, care stipulează acum că ”procurorul pune în executare supravegherea tehnică ori poate dispune ca aceasta să fie efectuată de organul de cercetare penală sau de lucrători specializați din cadrul poliției". 
Urmare a modificărilor legislative, Ministerul Public este autorizat în prezent să dețină și să folosească mijloace adecvate pentru obținerea, verificarea, prelucrarea, stocarea și descoperirea informațiilor privitoare la infracțiunile date în competența parchetelor, iar în vederea desfășurării acestor activități, în cadrul PÎCCJ a fost înființat Serviciul Tehnic, format din ofițeri sau agenți de poliție judiciară, sub directa conducere și controlul nemijlocit al procurorilor. 

### 9.	SERVICIUL DE COOPERARE JUDICIARĂ INTERNAȚIONALĂ, RELAȚII INTERNAȚIONALE ȘI PROGRAME
Funcționează în subordinea directă a procurorului general al Parchetului de pe lângă Înalta Curte de Casație și Justiție și are atribuții în domeniul cooperării judiciare internaționale, în domeniul relațiilor internaționale și programelor, precum și în domeniul protocolului.

### 10.	SERVICIUL DE DOCUMENTE CLASIFICATE
Personalul Serviciului de documente clasificate asigură îndeplinirea tuturor obligațiilor stabilite prin legislația privind documentele și informațiile clasificate pentru toate secțiile Parchetului de pe lângă Înalta Curte de Casație și Justiție, cu excepția Secției parchetelor militare, Direcției Naționale Anticorupție și Direcției de Investigare a Infracțiunilor de Criminalitate Organizată și Terorism.

### 11.	SERVICIUL DE TEHNOLOGIA INFORMAȚIEI
Funcționează în subordinea directă a procurorului general al Parchetului de pe lângă Înalta Curte de Casație și Justiție și desfășoară activitățile specifice domeniului tehnologiei informației și comunicațiilor în cadrul Parchetului de pe lângă Înalta Curte de Casație și Justiție. De asemenea, coordonează această activitate la nivelul Ministerului Public, asigurând elaborarea și implementarea Strategiei de informatizare a Ministerului Public și a sistemului judiciar din România, alături de toate instituțiile implicate.
Serviciul de tehnologia informației este condus de un specialist IT șef.

### 12.	BIROUL DE INFORMARE ȘI RELAȚII PUBLICE
Biroul de informare și relații publice este subordonat direct procurorului general al PÎCCJ, iar conducătorul biroului îndeplinește și funcția de purtător de cuvânt. 
Personalul din cadrul Biroului de informare și relații publice are atribuții de informare publică cu privire la activitatea Ministerului Public și răspunde presei în numele instituției. 

### 13.	BIROUL JURIDIC
Biroul juridic funcționează în subordinea directă a procurorului general al Parchetului de pe lângă Înalta Curte de Casație și Justiție și este condus de un șef birou - consilier juridic, personal de specialitate juridică asimilat judecătorilor și procurorilor.
Biroul juridic asigură apărarea drepturilor și intereselor legitime ale Ministerului Public, în conformitate cu reglementările legale în vigoare. 
Printre atribuțiile Biroului juridic se numără reprezentarea intereselor instituției în fața instanțelor judecătorești și avizarea, din punct de vedere al legalității, a actelor juridice pe care le încheie instituția;

### 14.	DEPARTAMENTUL ECONOMICO-FINANCIAR ȘI ADMINISTRATIV
Activitatea economico-financiară și administrativă din cadrul Parchetului de pe lângă Înalta Curte de Casație și Justiție este realizată de Departamentul economico- financiar și administrative, care funcționează în subordinea directă a procurorului general al Parchetului de pe lângă Înalta Curte de Casație și Justiție și este condus de un manager economic.

### 15.	DIRECȚIA DE AUDIT PUBLIC INTERN
Efectuează activități de audit public intern pentru a evalua dacă sistemele de management financiar și control ale Ministerului Public sunt transparente și conforme cu normele de legalitate, regularitate, economicitate, eficiență și eficacitate.
În cazul identificării unor iregularități sau posibile prejudicii, raportează imediat procurorului general al Parchetului de pe lângă Înalta Curte de Casație și Justiție și structurii de control intern abilitate.

### 16.	UNITATEA DE MANAGEMENT AL PROIECTELOR
A fost înființată în vederea derulării programelor cu finanțare externă al căror beneficiar este Parchetul de pe lângă Înalta Curte de Casație și Justiție.
Unitatea de management al proiectelor funcționează în subordinea directă a procurorului general al Parchetului de pe lângă Înalta Curte de Casație și Justiție și este coordonată de un manager public sau de un consilier pentru afaceri europene.
Personalul Unității de management al proiectelor are ca principale atribuții coordonarea activităților prin care se realizează implementarea, din punct de vedere tehnic, a proiectelor cu finanțare externă, asigurarerea managementului tehnic al proiectelor și contractelor aferente, precum și raportarea către instituțiile abilitate a datelor și informațiilor solicitate.
- Mihail Kogălniceanu: 11 februarie - 13 februarie 1862
- Scarlat N. Ghica: 15 martie 1862 - 15 martie 1866
- Alexandru Papiu-Ilarian: 15 martie 1866 – iunie 1868; septembrie – 8 decembrie 1868
- Gheorghe Crețeanu: iunie – septembrie 1868
- Dimitrie P. Vioreanu: 10 decembrie 1868 – 16 mai 1876
- Scarlat Pherekyde: 19 decembrie 1877 – 14 februarie 1879
- Gheorghe Filitti: 1879 ‒ 1899
- Dimitrie Alexandrescu: 17 septembrie 1899 – 26 iunie 1900
- G.E. Schina: 26 iunie 1900 ‒ 1905
- Ciru Economu: 9 noiembrie 1906 ‒ 1908
- Corneliu Manolescu Rîmniceanu: cu delegație 1909 – aprilie 1910
- Grigore Ștefănescu: 1910
- Scarlat Popescu: 1910 ‒ 1918
- N.Procopescu: 1918 ‒ 1923
- Ion N. Stambulescu: 29 septembrie 1923 – 12 noiembrie 1930
- Dimitrie Volanschi: 18 martie 1931 - 30 martie 1931
- Constantin Viforeanu: 30 martie 1931 – septembrie 1940
- Coman Negoescu: septembrie 1940 - 1943
- Eugeniu P. Banescu: 1943 – 1 ianuarie 1945
- Dimitrie D. Apostolide: ianuarie 1945 - 1946
- Mircea V. Possa: 1946 – 11 februarie 1948
- Alexandru Voitinovici: 1948 - 1952
- Anton Tatu Jianu: 26 iunie 1952 - 24 ianuarie 1953
- Augustin Alexa: 24 ianuarie 1953 - 29 martie 1973
- Filimon Ardeleanu: 29 martie 1973 - 27 ianuarie 1977
- Gheorghe Bobocea: 27 ianuarie 1977 - 27 octombrie 1979
- Nicolae Popovici: 27 octombrie 1979 - 10 ianuarie 1990
- Gheorghe Robu: 10 ianuarie 1990 - 10 decembrie 1990
- Mihail Ulpiu Popa Cherecheanu: 10 decembrie 1990 - 26 aprilie 1993
- Vasile Manea Drăgulin: 26 aprilie 1993 - 27 august 1996
- Nicolae Cochinescu: 27 august 1996 - 26 august 1997
- Sorin Moisescu: 1 septembrie 1997 - 20 iunie 1998
- Mircea Criste: 8 iulie 1998 - 25 ianuarie 2001
- Tănase Joița: 25 ianuarie 2001 - 29 august 2003
- Ilie Botoș: 29 august 2003 - 28 iulie 2006
- Laura Codruța Kövesi: 2 octombrie 2006 - 2 octombrie 2012
- Tiberiu Nițu: 16 mai 2013 - 2 februarie 2016
- Bogdan Licu: 3 februarie - 27 aprilie 2016 (interimar)
- Augustin Lazăr: 28 aprilie 2016 - 27 aprilie 2019
- Bogdan Licu: 28 aprilie 2019 - 20 februarie 2020(interimar)
- Gabriela Scutea: 20 februarie 2020 - 21 februarie 2023
- Alex Florin Florența: 30 martie 2023 - prezent

## Legături externe
- Parchetul de pe lângă Înalta Curte de Casație și Justiție